# Slovenska hokejska liga 2001/02
Sezona 2001/02 Slovenske hokejske lige je bila enanajsta sezona slovenskega prvenstva v hokeju na ledu. Naslov slovenskega prvaka so osmič osvojili hokejisti HDD Olimpija, ki so v finalu s 4:2 v zmagah premagali HK Acroni Jesenice.

## Redni del

### Prvi del

#### Tekme
| #  | Datum              | Tekma                                             | Rezultat              |
| -- | ------------------ | ------------------------------------------------- | --------------------- |
| 1  | 27. september 2001 | HK HIT Casino Kranjska Gora : HK Triglav Kranj    | 8 : 7 (2:3,3:2,3:2)   |
| 1  | 28. september 2001 | HDD Olimpija : HDK Maribor                        | 14 : 1 (5:0,3:1,6:0)  |
| 1  | 28. september 2001 | HK Acroni Jesenice : HK MARC Interieri            | 14 : 0 (5:0,6:0,3:0)  |
| 1  | 28. september 2001 | HK Bled : HK Slavija M Optima                     | 4 : 4 (2:0,1:2,1:2)   |
| 2  | 5. oktober 2001    | HDK Maribor : HK MARC Interieri                   | 6 : 1 (1:0,4:0,1:1)   |
| 2  | 5. oktober 2001    | HK Bled : HDD Olimpija                            | 2 : 7 (0:3,0:2,2:2)   |
| 2  | 5. oktober 2001    | HK Acroni Jesenice : HK Triglav Kranj             | 13 : 0 (5:0,6:0,2:0)  |
| 2  | 5. oktober 2001    | HK Slavija M Optima : HK HIT Casino Kranjska Gora | neodigrano            |
| 3  | 11. oktober 2001   | HK HIT Casino Kranjska Gora : HK MARC Interieri   | 3 : 4 (2:0,1:3,0:1)   |
| 3  | 12. oktober 2001   | HK Acroni Jesenice : HDK Maribor                  | 22 : 0 (9:0,4:0,9:0)  |
| 3  | 12. oktober 2001   | HDD Olimpija : HK Slavija M Optima                | 6 : 2 (4:2,1:0,1:0)   |
| 3  | 12. oktober 2001   | HK Bled : HK Triglav Kranj                        | 7 : 2 (0:0,4:1,3:1)   |
| 4  | 25. oktober 2001   | HK MARC Interieri : HK Triglav Kranj              | 5 : 2 (4:0,0:0,1:2)   |
| 4  | 26. oktober 2001   | HDK Maribor : HK Bled                             | 1 : 7 (1:1,0:1,0:5)   |
| 4  | 26. oktober 2001   | HDD Olimpija : HK HIT Casino Kranjska Gora        | 6 : 0 (2:0,3:0,1:0)   |
| 4  | 26. oktober 2001   | HK Acroni Jesenice : HK Slavija M Optima          | 6 : 2 (2:0,1:2,3:0)   |
| 5  | 2. november 2001   | HK Slavija M Optima : HDK Maribor                 | 14 : 1 (4:1,5:0,5:0)  |
| 5  | 2. november 2001   | HK HIT Casino Kranjska Gora : HK Acroni Jesenice  | 3 : 11 (2:1,0:4,1:6)  |
| 5  | 2. november 2001   | HK Triglav Kranj : HDD Olimpija                   | 2 : 3 (0:0,2:2,0:1)   |
| 5  | 2. november 2001   | HK Bled : HK MARC Interieri                       | 5 : 2 (2:1,2:1,1:0)   |
| 6  | 15. november 2001  | HK MARC Interieri : HK Slavija M Optima           | 3 : 9 (1:3,0:3,2:3)   |
| 6  | 16. november 2001  | HDK Maribor : HK Triglav Kranj                    | 3 : 5 (0:0,0:1,3:4)   |
| 6  | 16. november 2001  | HK Bled : HK HIT Casino Kranjska Gora             | 6 : 2 (2:1,2:1,2:0)   |
| 6  | 16. november 2001  | HDD Olimpija : HK Acroni Jesenice                 | 2 : 2 (1:1,1:0,0:1)   |
| 7  | 23. november 2001  | HDK Maribor : HDD Olimpija                        | 1 : 14 (0:7,0:3,1:4)  |
| 7  | 23. november 2001  | HK MARC Interieri : HK Acroni Jesenice            | 3 : 3 (0:1,0:2,3:0)   |
| 7  | 23. november 2001  | HK Slavija M Optima : HK Bled                     | 5 : 2 (4:1,1:1,0:0)   |
| 7  | 23. november 2001  | HK Triglav Kranj : HK HIT Casino Kranjska Gora    | 6 : 9 (2:4,1:2,3:3)   |
| 8  | 30. november 2001  | HK HIT Casino Kranjska Gora : HDK Maribor         | 12 : 2 (3:0,3:1,6:1)  |
| 8  | 30. november 2001  | HK Triglav Kranj : HK Slavija M Optima            | 2 : 10 (0:2,0:5,2:3)  |
| 8  | 30. november 2001  | HK Bled : HK Acroni Jesenice                      | 1 : 5 (0:1,0:3,1:1)   |
| 8  | 30. november 2001  | HK MARC Interieri : HDD Olimpija                  | 1 : 16 (0:7,1:3,0:6)  |
| 9  | 3. januar 2002     | HK MARC Interieri : HK Bled                       | 4 : 3 (2:1,1:1,1:1)   |
| 9  | 4. januar 2002     | HDK Maribor : HK Slavija M Optima                 | 2 : 13 (1:6,0:4,1:6)  |
| 9  | 4. januar 2002     | HK Acroni Jesenice : HK HIT Casino Kranjska Gora  | 11 : 2 (4:1,1:1,6:0)  |
| 9  | 4. januar 2002     | HDD Olimpija : HK Triglav Kranj                   | 13 : 2 (9:1,2:0,2:1)  |
| 10 | 11. januar 2002    | HK MARC Interieri : HK HIT Casino Kranjska Gora   | 3 : 5 (2:2,1:1,0:2)   |
| 10 | 11. januar 2002    | HDK Maribor : HK Acroni Jesenice                  | 0 : 22 (0:8,0:10,0:4) |
| 10 | 11. januar 2002    | HK Slavija M Optima : HDD Olimpija                | 4 : 8 (2:2,1:1,1:5)   |
| 10 | 11. januar 2002    | HK Triglav Kranj : HK Bled                        | 2 : 5 (0:2,0:2,2:1)   |
| 11 | 18. januar 2002    | HK Bled : HDK Maribor                             | 12 : 1 (4:0,5:0,3:1)  |
| 11 | 18. januar 2002    | HK Triglav Kranj : HK MARC Interieri              | 3 : 8 (1:5,1:1,1:2)   |
| 11 | 18. januar 2002    | HK HIT Casino Kranjska Gora : HDD Olimpija        | 2 : 11 (1:7,1:2,0:2)  |
| 11 | 18. januar 2002    | HK Slavija M Optima : HK Acroni Jesenice          | 2 : 6 (1:0,0:4,1:2)   |
| 12 | 24. januar 2002    | HK HIT Casino Kranjska Gora : HK Bled             | 2 : 10 (1:5,1:2,0:3)  |
| 12 | 25. januar 2002    | HK Triglav Kranj : HDK Maribor                    | 7 : 3 (2:1,3:1,2:1)   |
| 12 | 25. januar 2002    | HK Slavija M Optima : HK MARC Interieri           | 12 : 2 (3:1,5:0,4:1)  |
| 12 | 25. januar 2002    | HK Acroni Jesenice : HDD Olimpija                 | 2 : 3 (0:2,2:0,0:1)   |
| 13 | 1. februar 2002    | HK MARC Interieri : HDK Maribor                   | 7 : 2 (3:0,3:1,1:1)   |
| 13 | 1. februar 2002    | HDD Olimpija : HK Bled                            | 11 : 0 (3:0,8:0,0:0)  |
| 13 | 1. februar 2002    | HK Triglav Kranj : HK Acroni Jesenice             | 3 : 6 (1:3,1:2,1:1)   |
| 13 | 1. februar 2002    | HK HIT Casino Kranjska Gora : HK Slavija M Optima | 2 : 4 (0:3,1:0,1:1)   |
| 14 | 22. februar 2002   | HDK Maribor : HK HIT Casino Kranjska Gora         | 2 : 7 (1:4,1:2,0:1)   |
| 14 | 22. februar 2002   | HK Slavija M Optima : HK Triglav Kranj            | 6 : 1 (1:1,2:0,3:0)   |
| 14 | 22. februar 2002   | HK Acroni Jesenice : HK Bled                      | 8 : 1 (4:0,4:1,0:0)   |
| 14 | 22. februar 2002   | HDD Olimpija : HK MARC Interieri                  | 12 : 3 (2:1,6:0,4:2)  |

#### Lestvica
OT - odigrane tekme, Z - zmage, N - remiji, P - porazi, DG - doseženi goli, PG - prejeti goli, +/- - gol razlika, T - prvenstvene točke.
| # | Klub                        | OT | Z  | N | P  | DG  | PG  | +/-  | T  |
| - | --------------------------- | -- | -- | - | -- | --- | --- | ---- | -- |
| 1 | HDD Olimpija                | 14 | 13 | 1 | 0  | 126 | 24  | +102 | 27 |
| 2 | HK Acroni Jesenice          | 14 | 11 | 2 | 1  | 131 | 22  | +109 | 24 |
| 3 | HK Slavija M Optima         | 13 | 8  | 1 | 4  | 90  | 45  | +45  | 17 |
| 4 | HK Bled                     | 14 | 7  | 1 | 6  | 65  | 56  | +9   | 15 |
| 5 | HK MARC Interieri           | 14 | 5  | 1 | 8  | 46  | 95  | -49  | 11 |
| 6 | HK HIT Casino Kranjska Gora | 13 | 5  | 0 | 8  | 57  | 83  | -26  | 10 |
| 7 | HK Triglav Kranj            | 14 | 2  | 0 | 12 | 44  | 99  | -55  | 4  |
| 8 | HDK Maribor                 | 14 | 1  | 0 | 13 | 25  | 160 | -125 | 2  |

### Drugi del

#### Tekme
| # | Datum          | Tekma                                           | Rezultat            |
| - | -------------- | ----------------------------------------------- | ------------------- |
| 1 | 1. marec 2002  | HDD Olimpija : HK Bled                          | 5 : 3 (1:2,3:1,1:0) |
| 1 | 1. marec 2002  | HK Acroni Jesenice : HK Slavija M Optima        | 5 : 1 (0:1,4:0,1:0) |
| 1 | 1. marec 2002  | HDK Maribor : HK MARC Interieri                 | 3 : 4 (1:2,2:1,0:1) |
| 1 | 1. marec 2002  | HK Triglav Kranj : HK HIT Casino Kranjska Gora  | 4 : 2 (1:0,0:2,3:0) |
| 2 | 5. marec 2002  | HK Bled : HK Slavija M Optima                   | 8 : 5 (1:0,4.4,3:1) |
| 2 | 5. marec 2002  | HDD Olimpija : HK Acroni Jesenice               | 1 : 3 (0.1,0.1,1:1) |
| 2 | 5. marec 2002  | HK Triglav Kranj : HDK Maribor                  | 4 : 3 (2:1,0:1,2:1) |
| 2 | 5. marec 2002  | HK HIT Casino Kranjska Gora : HK MARC Interieri | 5 : 3 (2:1,2:1,1:1) |
| 3 | 8. marec 2002  | HK Acroni Jesenice : HK Bled                    | 4 : 2 (1:1,1:0,2:1) |
| 3 | 8. marec 2002  | HK Slavija M Optima : HDD Olimpija              | 0 : 6 (0:2,0:2,0:2) |
| 3 | 8. marec 2002  | HDK Maribor : HK HIT Casino Kranjska Gora       | 0 : 6 (0:2,0:2,0:2) |
| 3 | 8. marec 2002  | HK Triglav Kranj : HK MARC Interieri            | 3 : 2 (0:1,2:0,1:1) |
| 4 | 12. marec 2002 | HK Bled : HDD Olimpija                          | 2 : 8 (2:4,0:2,0:2) |
| 4 | 12. marec 2002 | HK Slavija M Optima : HK Acroni Jesenice        | 1 : 2 (0:1,1:0,0:1) |
| 4 | 12. marec 2002 | HK MARC Interieri : HDK Maribor                 | 9 : 2 (1:1,4:0,4:1) |
| 4 | 12. marec 2002 | HK HIT Casino Kranjska Gora : HK Triglav Kranj  | 3 : 5 (0:3,1:1,2:1) |
| 5 | 15. marec 2002 | HK Slavija M Optima : HK Bled                   | 2 : 5 (2:2,0:0,0:3) |
| 5 | 15. marec 2002 | HK Acroni Jesenice : HDD Olimpija               | 1 : 3 (0:2,1:1,0:0) |
| 5 | 15. marec 2002 | HDK Maribor : HK Triglav Kranj                  | 4 : 4 (1:2,2:1,1:1) |
| 5 | 15. marec 2002 | HK MARC Interieri : HK HIT Casino Kranjska Gora | 5 : 1 (2:0,1:0,2:1) |
| 6 | 19. marec 2002 | HK Bled : HK Acroni Jesenice                    | 1 : 8 (0:1,1:4,0:3) |
| 6 | 19. marec 2002 | HDD Olimpija : HK Slavija M Optima              | 6 : 4 (2:1,4:2,0:1) |
| 6 | 19. marec 2002 | HK HIT Casino Kranjska Gora : HDK Maribor       | 8 : 2 (3:0,3:0,2:2) |
| 6 | 19. marec 2002 | HK MARC Interieri : HK Triglav Kranj            | 2 : 1 (0:0,2:1,0:0) |

#### Lestvica
OT - odigrane tekme, Z - zmage, N - remiji, P - porazi, DG - doseženi goli, PG - prejeti goli, +/- - gol razlika, T - prvenstvene točke.
| #                             | Klub                          | OT                            | Z                             | N                             | P                             | DG                            | PG                            | +/-                           | T                             |
| Skupina A (za 1. do 4. mesto) | Skupina A (za 1. do 4. mesto) | Skupina A (za 1. do 4. mesto) | Skupina A (za 1. do 4. mesto) | Skupina A (za 1. do 4. mesto) | Skupina A (za 1. do 4. mesto) | Skupina A (za 1. do 4. mesto) | Skupina A (za 1. do 4. mesto) | Skupina A (za 1. do 4. mesto) | Skupina A (za 1. do 4. mesto) |
| ----------------------------- | ----------------------------- | ----------------------------- | ----------------------------- | ----------------------------- | ----------------------------- | ----------------------------- | ----------------------------- | ----------------------------- | ----------------------------- |
| 1                             | HDD Olimpija                  | 6                             | 5                             | 0                             | 1                             | 29                            | 13                            | +16                           | 14 (4)                        |
| 2                             | HK Acroni Jesenice            | 6                             | 5                             | 0                             | 1                             | 23                            | 9                             | +14                           | 13 (3)                        |
| 3                             | HK Bled                       | 6                             | 2                             | 0                             | 4                             | 21                            | 32                            | -11                           | 5 (1)                         |
| 4                             | HK Slavija M Optima           | 6                             | 0                             | 0                             | 6                             | 13                            | 32                            | -19                           | 2 (2)                         |
| Skupina B (za 5. do 8. mesto) |                               |                               |                               |                               |                               |                               |                               |                               |                               |
| 5                             | HK MARC Interieri             | 6                             | 4                             | 0                             | 2                             | 25                            | 15                            | +10                           | 12 (4)                        |
| 6                             | HK Triglav Kranj              | 6                             | 4                             | 1                             | 1                             | 21                            | 16                            | +5                            | 11 (2)                        |
| 7                             | HK HIT Casino Kranjska Gora   | 6                             | 3                             | 0                             | 3                             | 25                            | 19                            | +6                            | 9 (3)                         |
| 8                             | HDK Maribor                   | 6                             | 0                             | 1                             | 5                             | 14                            | 35                            | -21                           | 2 (1)                         |

## Končnica

### Finale
Igralo se je na štiri zmage po sistemu 1-1-1-1-1-1-1, * - po podaljšku.
| 22. marec 2002 | HDD Olimpija | 1:2* | HK Acroni Jesenice | Hala Tivoli, Ljubljana |

| Poročilo tekme | Poročilo tekme        | Poročilo tekme       | Poročilo tekme              | Poročilo tekme                        |
| -------------- | --------------------- | -------------------- | --------------------------- | ------------------------------------- |
|                | (Dervarič) Kontrec 18 | (1:1, 0:0, 0:0, 0:1) | 05 Por (Tišlar) 64 Razingar | Gledalci: 2200 Sodnik: Wilfred Schimm |

| 25. marec 2002 | HK Acroni Jesenice | 3:5 | HDD Olimpija | Dvorana Podmežakla, Jesenice |

| Poročilo tekme | Poročilo tekme                                          | Poročilo tekme  | Poročilo tekme | Poročilo tekme                        |
| -------------- | ------------------------------------------------------- | --------------- | --- | ------------------------------------- |
|                | (Por, Rebolj) Tišlar 10 (Maurice) Razingar 21 Rodman 22 | (1:1, 2:1, 0:3) | 11 Dervarič (Šivic, Kontrec) 38 Dervarič (Šivic) 46 Kontrec (T. Vnuk, Zajc) 46 T. Vnuk (Žagar, Marble) 51 Goličič | Gledalci: 2200 Sodnik: Wilfred Schimm |

| 28. marec 2002 | HDD Olimpija | 2:3 | HK Acroni Jesenice | Hala Tivoli, Ljubljana |

| Poročilo tekme | Poročilo tekme                                                 | Poročilo tekme  | Poročilo tekme                            | Poročilo tekme                          |
| -------------- | -------------------------------------------------------------- | --------------- | ----------------------------------------- | --------------------------------------- |
|                | (Zupančič) Kunčič 08 (Vukčevič, J. Vnuk) Zupančič 40 Rodman 59 | (0:1, 1:0, 1:2) | 37 Brodnik (Kontrec) 58 T. Vnuk (Brodnik) | Gledalci: 2000 Sodnik: Roland Aumueller |

| 31. marec 2002 | HK Acroni Jesenice | 0:4 | HDD Olimpija | Dvorana Podmežakla, Jesenice |

| Poročilo tekme | Poročilo tekme | Poročilo tekme  | Poročilo tekme                                                                         | Poročilo tekme                  |
| -------------- | -------------- | --------------- | -------------------------------------------------------------------------------------- | ------------------------------- |
|                |                | (0:2, 0:1, 0:1) | 02 Kontrec (Rahmatuljin) 17 Polončič (Marble, Žagar) 38 Jan (Beribak) 45 Jan (Kontrec) | Gledalci: 3500 Sodnik: ? Langer |

| 2. april 2002 | HDD Olimpija | 3:2 | HK Acroni Jesenice | Hala Tivoli, Ljubljana |

| Poročilo tekme | Poročilo tekme                                                         | Poročilo tekme  | Poročilo tekme                                     | Poročilo tekme                              |
| -------------- | ---------------------------------------------------------------------- | --------------- | -------------------------------------------------- | ------------------------------------------- |
| Začetek: 17:30 | (Kontrec) Rahmatuljin 28 (Ciglenečki) Heron 51 (Jan, Heron) Kontrec 59 | (0:1, 1:0, 2:1) | 15 Rodman (Vukčevič) 59 J. Vnuk (Tišlar, Vukčevič) | Gledalci: 2200 Sodnik: Gerhard Lichtenecker |

| 4. april 2002 | HK Acroni Jesenice | 2:5 | HDD Olimpija | Dvorana Podmežakla, Jesenice |

| Poročilo tekme | Poročilo tekme                        | Poročilo tekme  | Poročilo tekme                                                                | Poročilo tekme                       |
| -------------- | ------------------------------------- | --------------- | ----------------------------------------------------------------------------- | ------------------------------------ |
| Začetek: 17:30 | (Rodman) Maurice 28 (Bešlagič) Por 51 | (0:1, 1:1, 1:3) | 11 Goličič (Šivic, Zajc) 32 Šivic 46 Kontrec 58 Terglav (Goličič) 59 Polončič | Gledalci: 2000 Sodnik: Thomas Schurr |

### Za tretje mesto
Igralo se je na tri zmage po sistemu 1-1-1-1-1, * - po podaljšku, ** - po kazenskih strelih.
| 22. marec 2002 | HK Bled | 4:3** | HK Slavija M Optima | Ledena dvorana Bled, Bled |

| Poročilo tekme | Poročilo tekme                                                       | Poročilo tekme            | Poročilo tekme                                              | Poročilo tekme                      |
| -------------- | -------------------------------------------------------------------- | ------------------------- | ----------------------------------------------------------- | ----------------------------------- |
|                | Zamida 01 (Manfreda) Žemva 32 (Šperger, Smolej) Mahkovic 59 Žemva 65 | (1:1, 1:0, 1:2, 0:0, 1:0) | 20 Stamejčič (Cerar) 51 Javor (Valjent) 55 Pirnat (Blištan) | Gledalci: 150 Sodnik: Marko Popovič |

| 25. marec 2002 | HK Slavija M Optima | 2:1 | HK Bled | Dvorana Zalog, Ljubljana |

| Poročilo tekme | Poročilo tekme                                            | Poročilo tekme  | Poročilo tekme                | Poročilo tekme                    |
| -------------- | --------------------------------------------------------- | --------------- | ----------------------------- | --------------------------------- |
|                | (Cerar, Javor) Stamejčič 19 (Kos, Peruzzi) Avgustinčič 43 | (1:0, 0:1, 1:0) | 26 Šperger (Mahkovic, Smolej) | Gledalci: 150 Sodnik: Roman Iskra |

| 28. marec 2002 | HK Bled | 4:3* | HK Slavija M Optima | Ledena dvorana Bled, Bled |

| Poročilo tekme | Poročilo tekme                                                                     | Poročilo tekme       | Poročilo tekme                                                                          | Poročilo tekme                    |
| -------------- | ---------------------------------------------------------------------------------- | -------------------- | --------------------------------------------------------------------------------------- | --------------------------------- |
|                | (Smolej) Lajevec 21 (Rekelj, Kadič) Žemva 35 (Žemva, Hafner) Šperger 35 Šperger 70 | (0:2, 3:0, 0:1, 1:0) | 03 Avgustinčič (Peruzzi, Kos) 19 Pirnat (Blištan, Jakopič) 51 Cerar (Pirnat, Stamejčič) | Gledalci: 50 Sodnik: Igor Dremelj |

| 31. marec 2002 | HK Slavija M Optima | 5:4 | HK Bled | Dvorana Zalog, Ljubljana |

| Poročilo tekme | Poročilo tekme | Poročilo tekme  | Poročilo tekme | Poročilo tekme |
| -------------- | -------------- | --------------- | -------------- | -------------- |
|                |                | (1:1, 3:2, 1:1) |                |                |

| 2. april 2002 | HK Bled | ? | HK Slavija M Optima | Ledena dvorana Bled, Bled |

| Poročilo tekme | Poročilo tekme | Poročilo tekme | Poročilo tekme | Poročilo tekme |
| -------------- | -------------- | -------------- | -------------- | -------------- |
| Začetek: 18:45 |                |                |                |                |

## Končna lestvica prvenstva
1. HDD Olimpija
2. HK Acroni Jesenice
3. HK Bled
4. HK Slavija M Optima
5. HK MARC Interieri
6. HK Triglav Kranj
7. HK HIT Casino Kranjska Gora
8. HDK Maribor

## Najboljši strelci
G - goli, P - podaje, T - točke
| # | Igralec           | Klub               | G  | P  | T  |
| - | ----------------- | ------------------ | -- | -- | -- |
| 1 | Nik Zupančič      | HK Acroni Jesenice | 20 | 25 | 45 |
| 2 | Tomaž Razingar    | HK Acroni Jesenice | 23 | 19 | 42 |
| 3 | Zdenek Šperger    | HK Bled            | 20 | 18 | 38 |
| 4 | Dejan Kontrec     | HDD Olimpija       | 15 | 23 | 38 |
| 5 | Tomaž Vnuk        | HDD Olimpija       | 18 | 19 | 37 |
| 6 | Ildar Rahmatuljin | HDD Olimpija       | 15 | 21 | 36 |